# World Fantasy Convention
Die World Fantasy Convention (Abkürzung: WFC) ist das jährliche Treffen von Autoren, Herausgebern und anderen Interessierten an der Dark- und Lightfantasy in Kunst und Literatur.

## Geschichte
Der erste World Fantasy Con fand 1975 auf Rhode Island statt.